# La Puebla del Río
Pour les articles homonymes, voir Puebla (homonymie).
La Puebla del Río est une commune située dans la province de Séville de la communauté autonome d’Andalousie en Espagne.

## Géographie

### Localisation

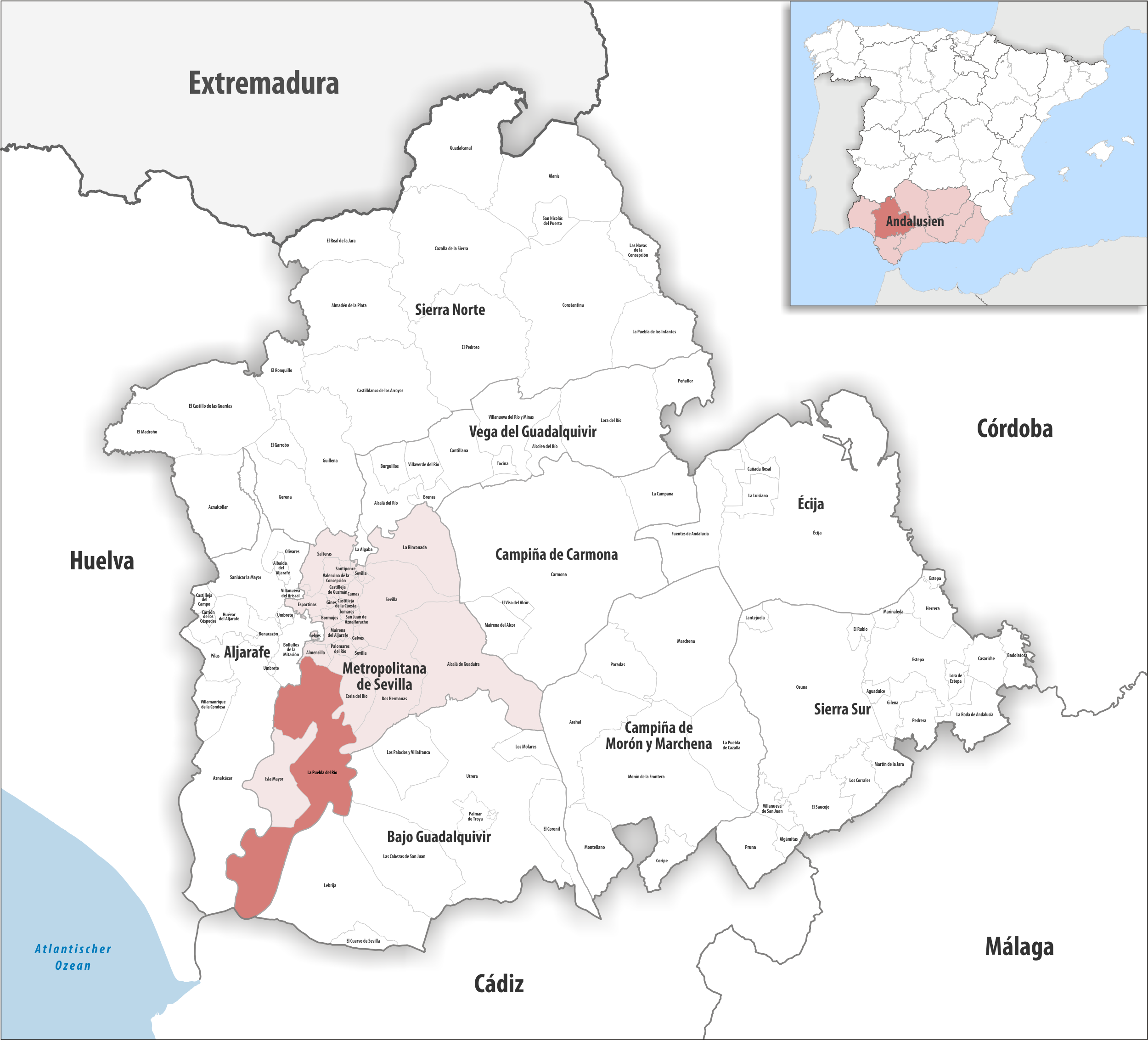
La Puebla del Río dans la province de Séville, en Andalousie et en Espagne.

La commune de La Puebla del Río est située dans la province de Séville, dans la comarque de la zone métropolitaine de Séville, sur les basses terres de la vallée du Guadalquivir.
Séville est à 19 km nord,
Madrid à 541 km nord-est,
Cadix à 133 km sud-ouest, 
Gibraltar à 213 km sud-sud-est.

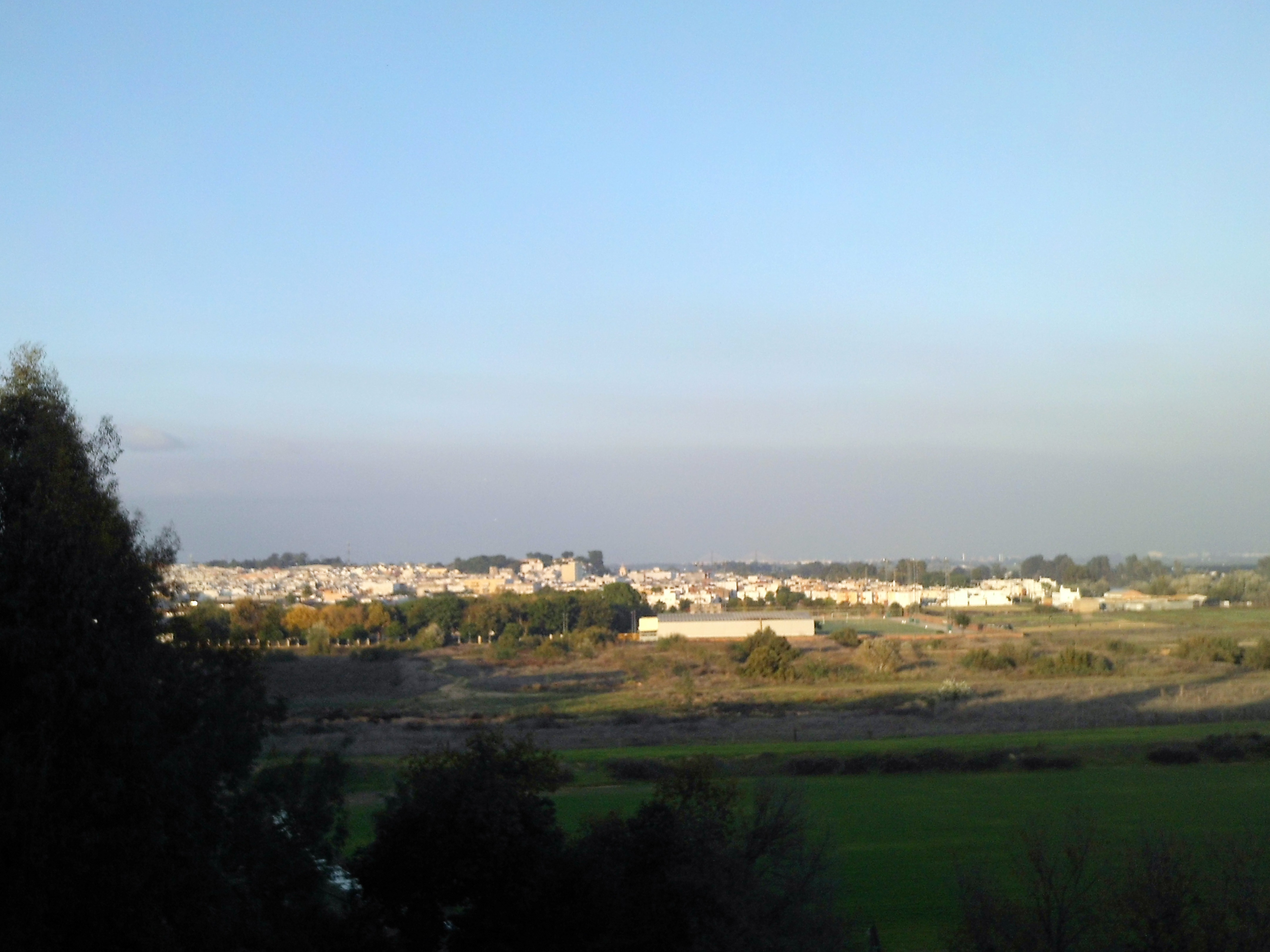
Vue sur Coria del Río depuis La Puebla del Río
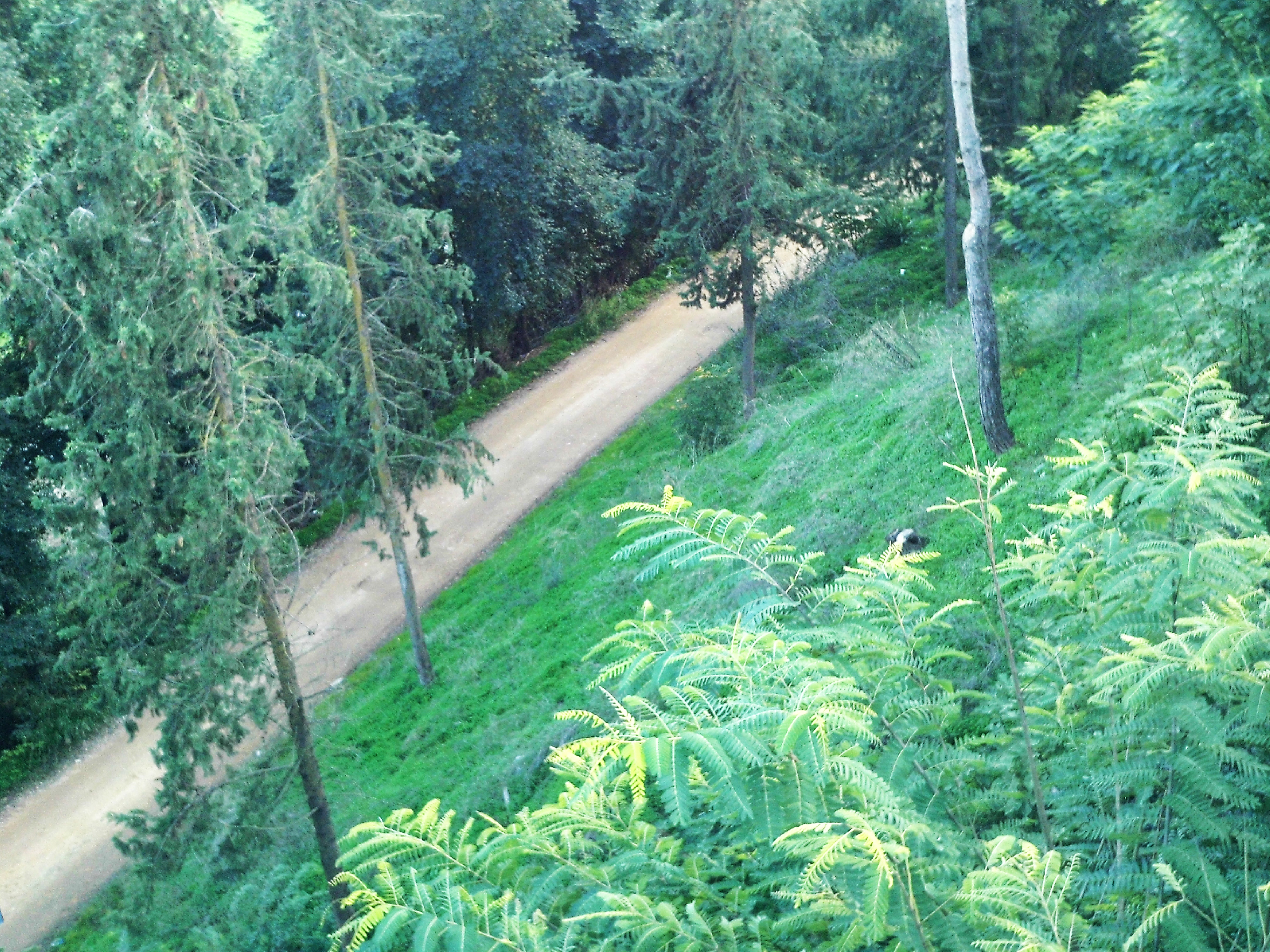
Un chemin dans le nord de la commune
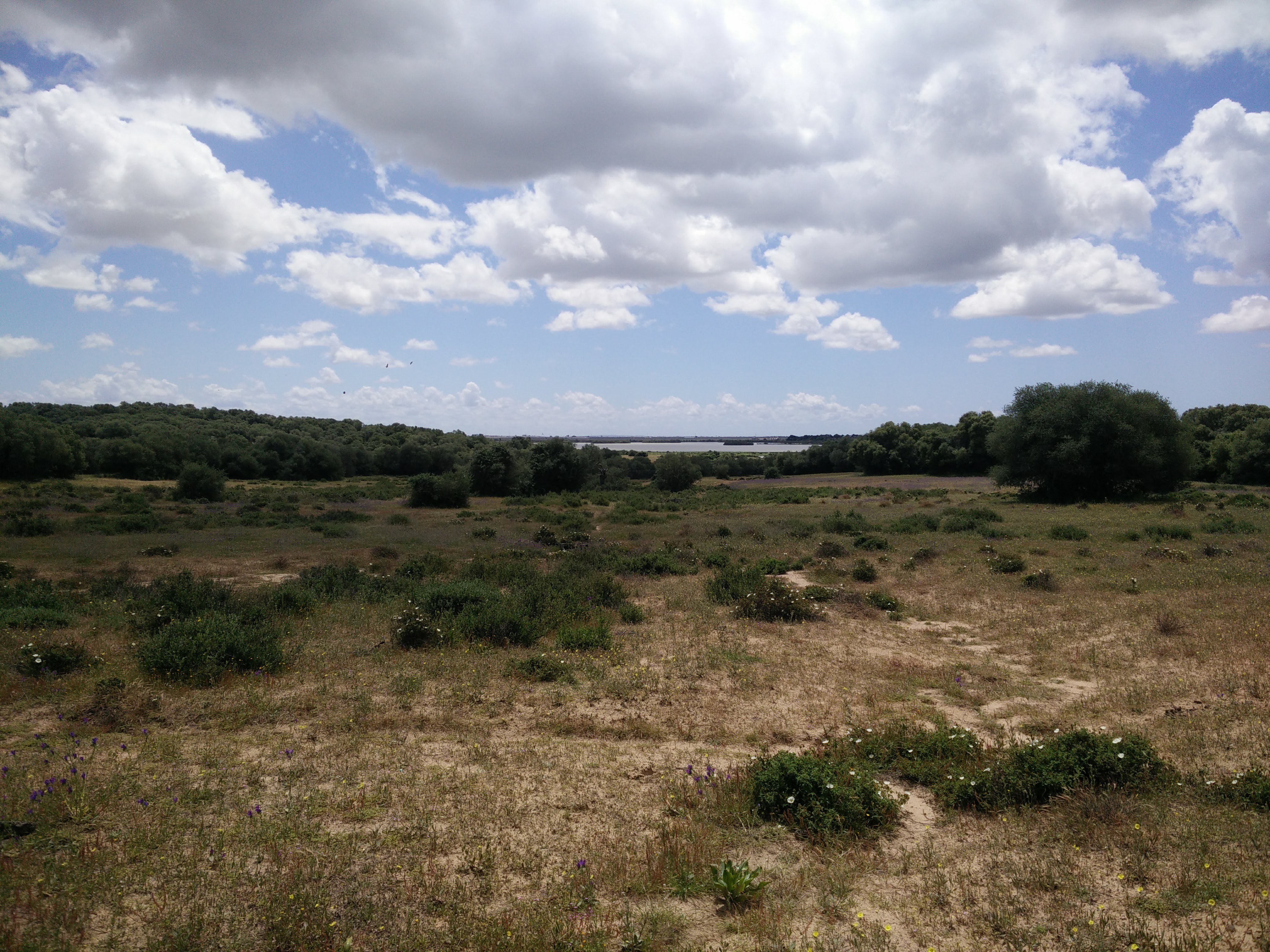
Paysage
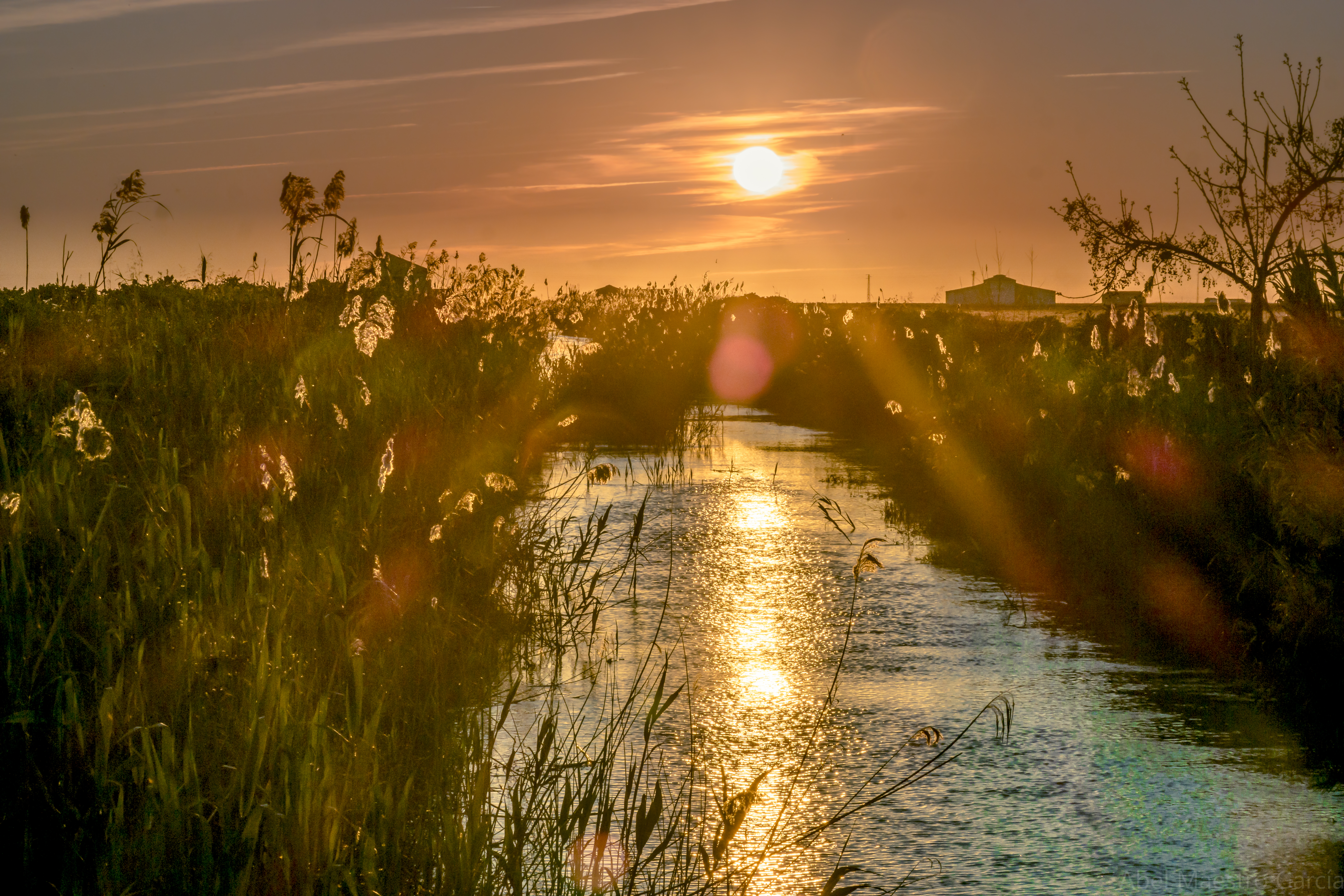
Paysage

### Communes voisines
Dans la province de Séville :
La Puebla del Río, Dos Hermanas, Coria del Río et Isla Mayor sont tous quatre dans la comarque de la zone métropolitaine de Séville ;
Aznalcázar est dans la comarque d'El Aljarafe ;
Lebrija et Utrera sont dans la comarque du Bas Guadalquivir.
Dans la province de Cadix au sud :
Trebujena est dans la comarque de la Côte nord-ouest de Cadix.

## Histoire
Les terres de la commune se trouvent à l'emplacement de l'ancien Lacus Ligustinus (es), une anse maritime des temps antiques.

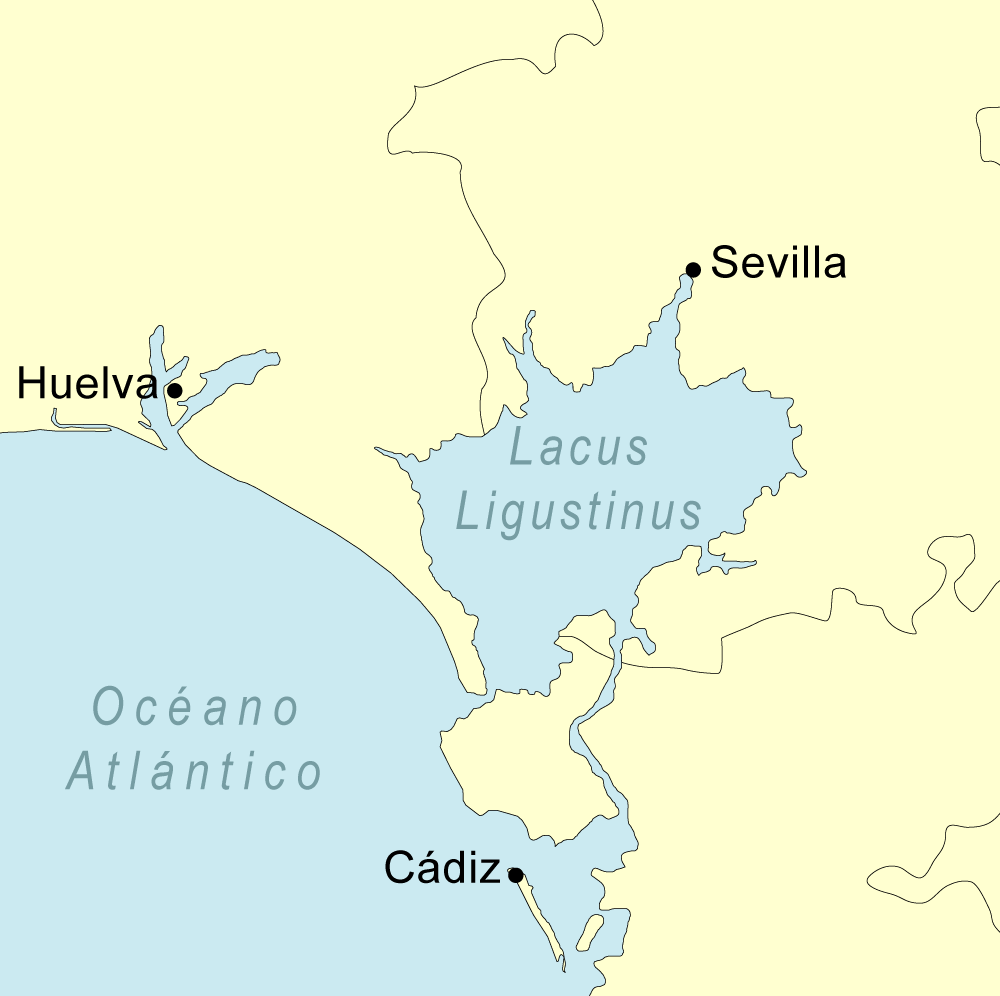
'

## Démographie
(décembre 2014).
- 1996 : 10.650h
- 1998 : 10.660h
- 1999 : 10.660h
- 2000 : 10.688h
- 2001 : 10.654h
- 2002 : 10.690h
- 2003 : 10.832h
- 2004 : 11.032h
- 2005 : 11.326h
- 2006 : 11.570h
- 2007 : 11.946h

## Administration
| Période                                  | Période | Identité | Étiquette | Qualité |
| ---------------------------------------- | ------- | -------- | --------- | ------- |
| N/A                                      | N/A     | N/A      | N/A       | Maire   |
| Les données manquantes sont à compléter. |         |          |           |         |

## Environnement
La commune est sous le signe de l'eau : elle s'étend le long du fleuve et hormis le coin nord-ouest de la commune, presque toute sa superficie est faite de marais et autres zones humides. Au nord, le marais de la Rianzuela et la Cañada de los Pájaros forment des étendues d'eau propices aux oiseaux aquatiques.

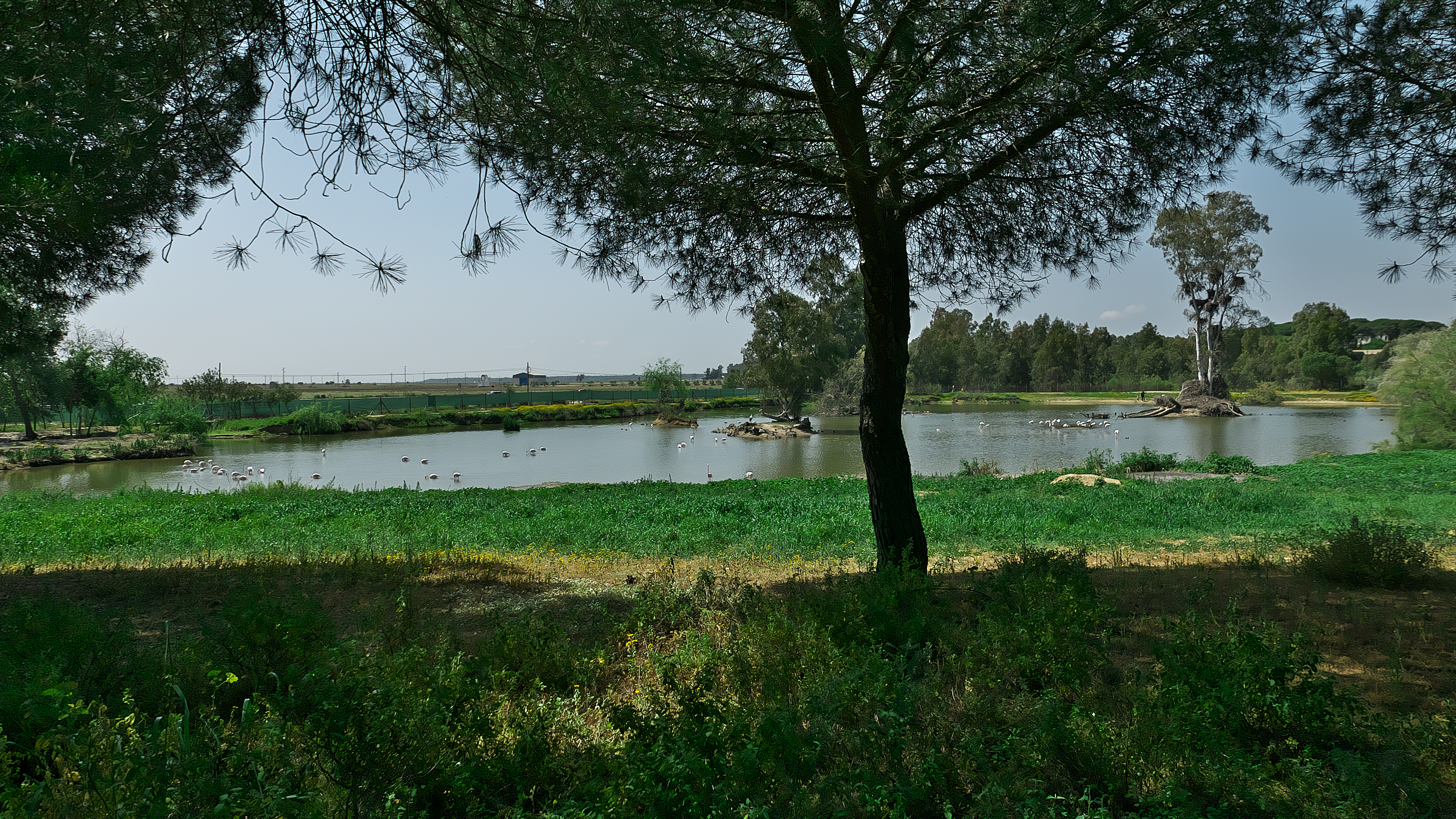
Cañada de los Pájaros
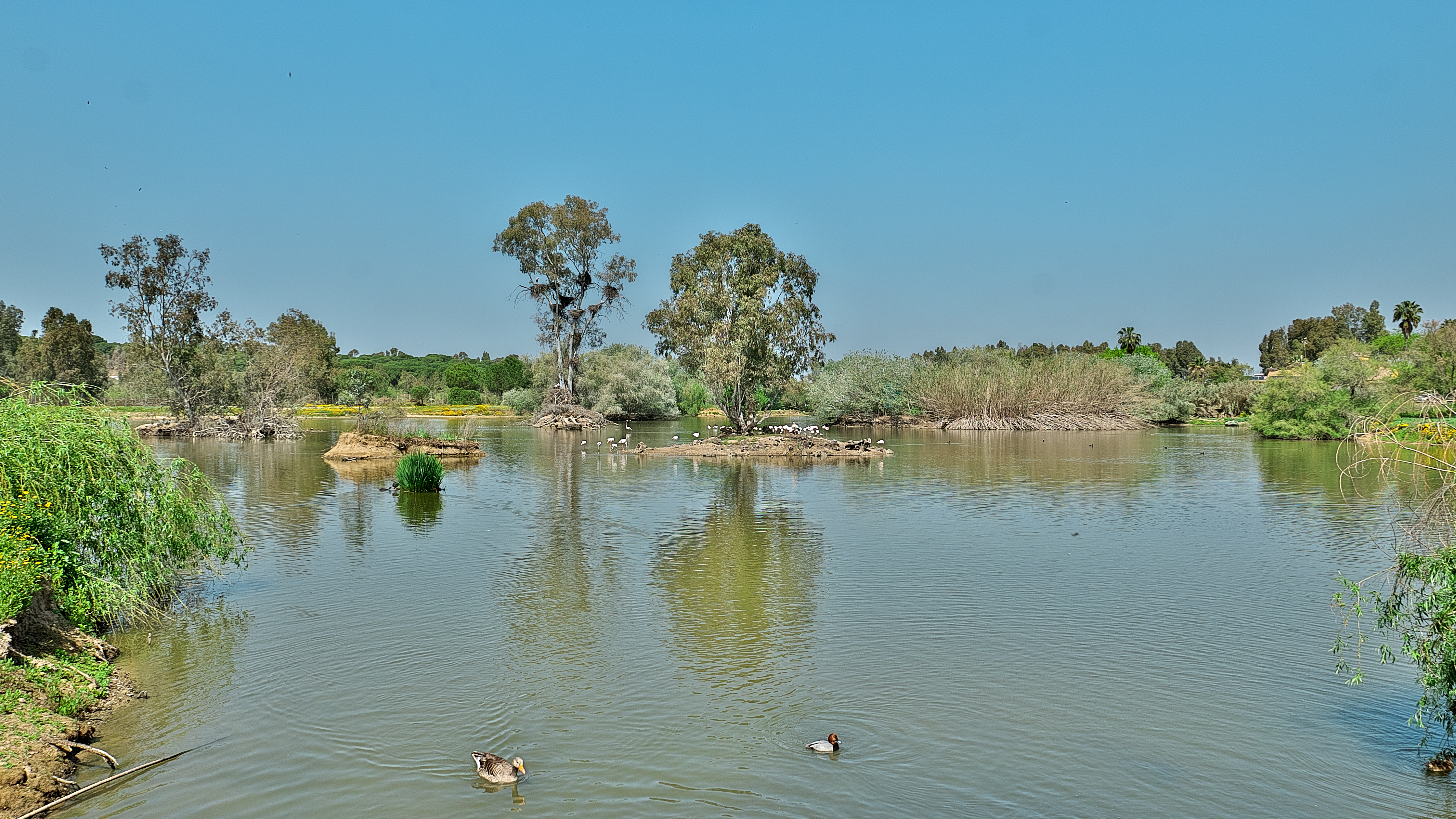
Cañada de los Pájaros
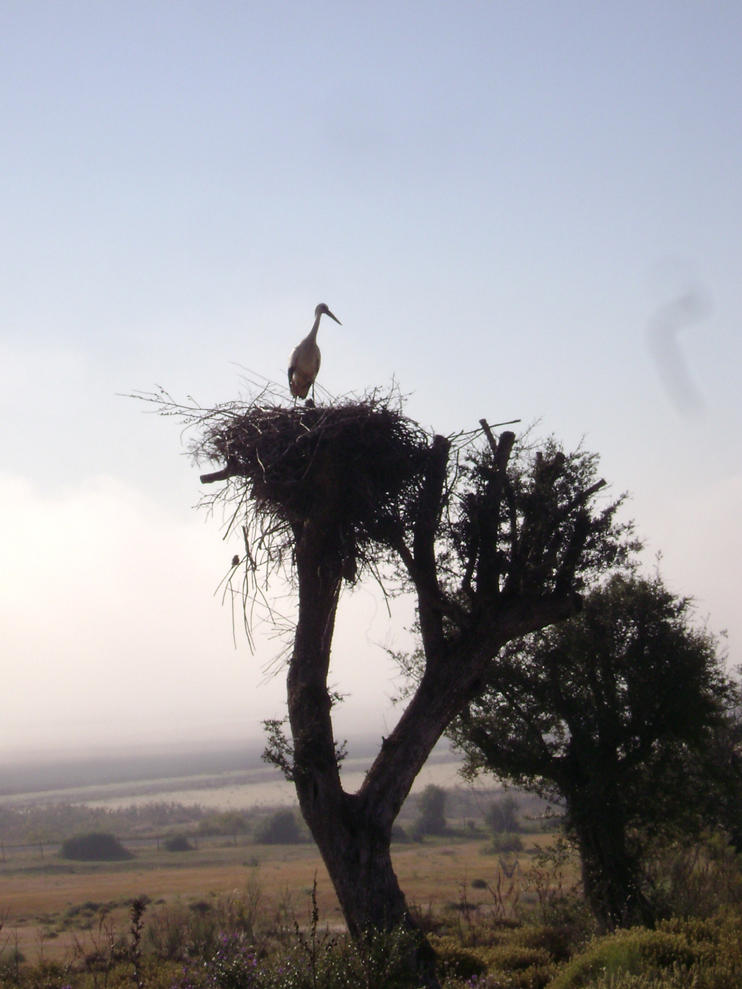
Cigogne sur son nid
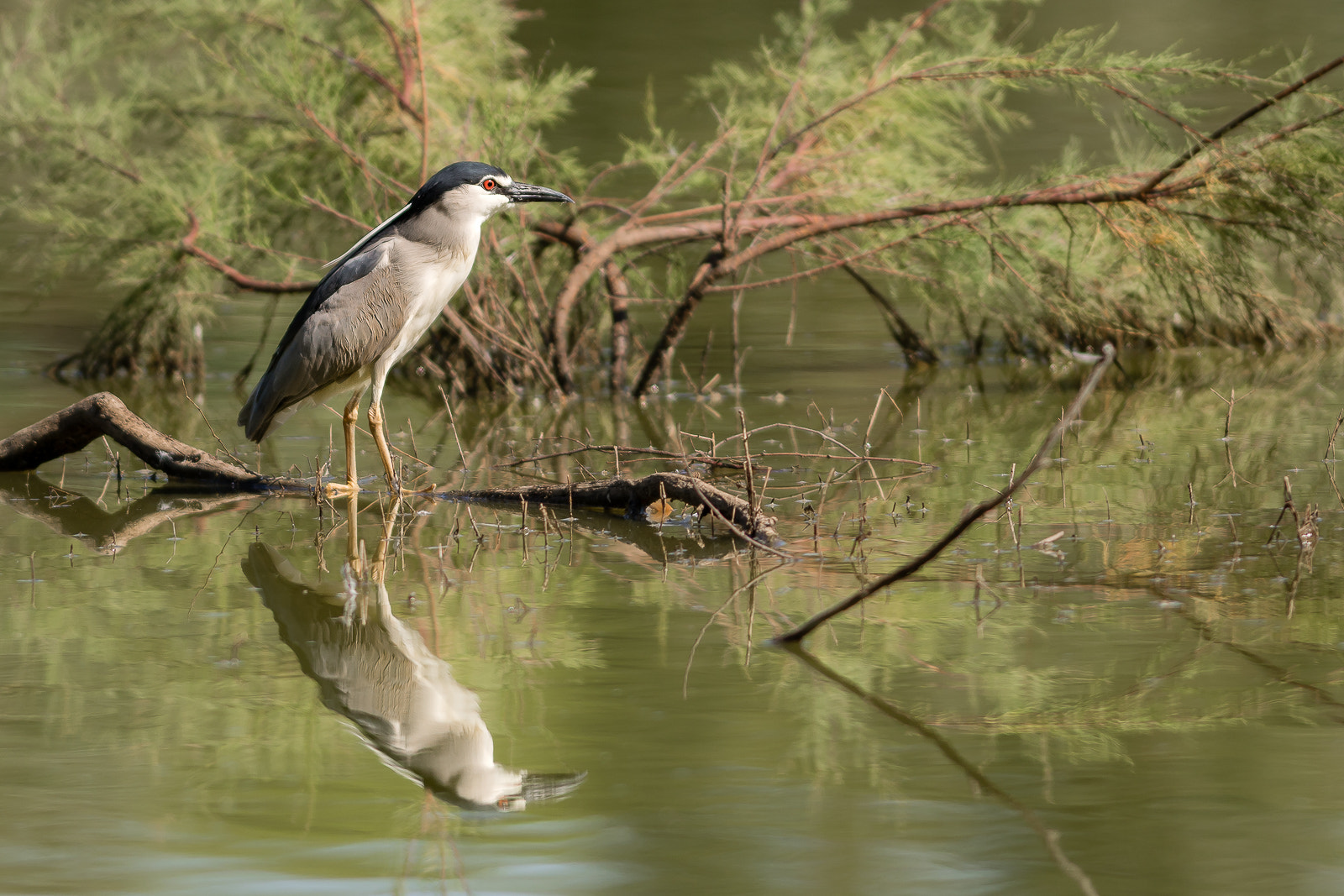
Bihoreau gris dans le Deseha de Abajo, vers le marais de la Rianzuela
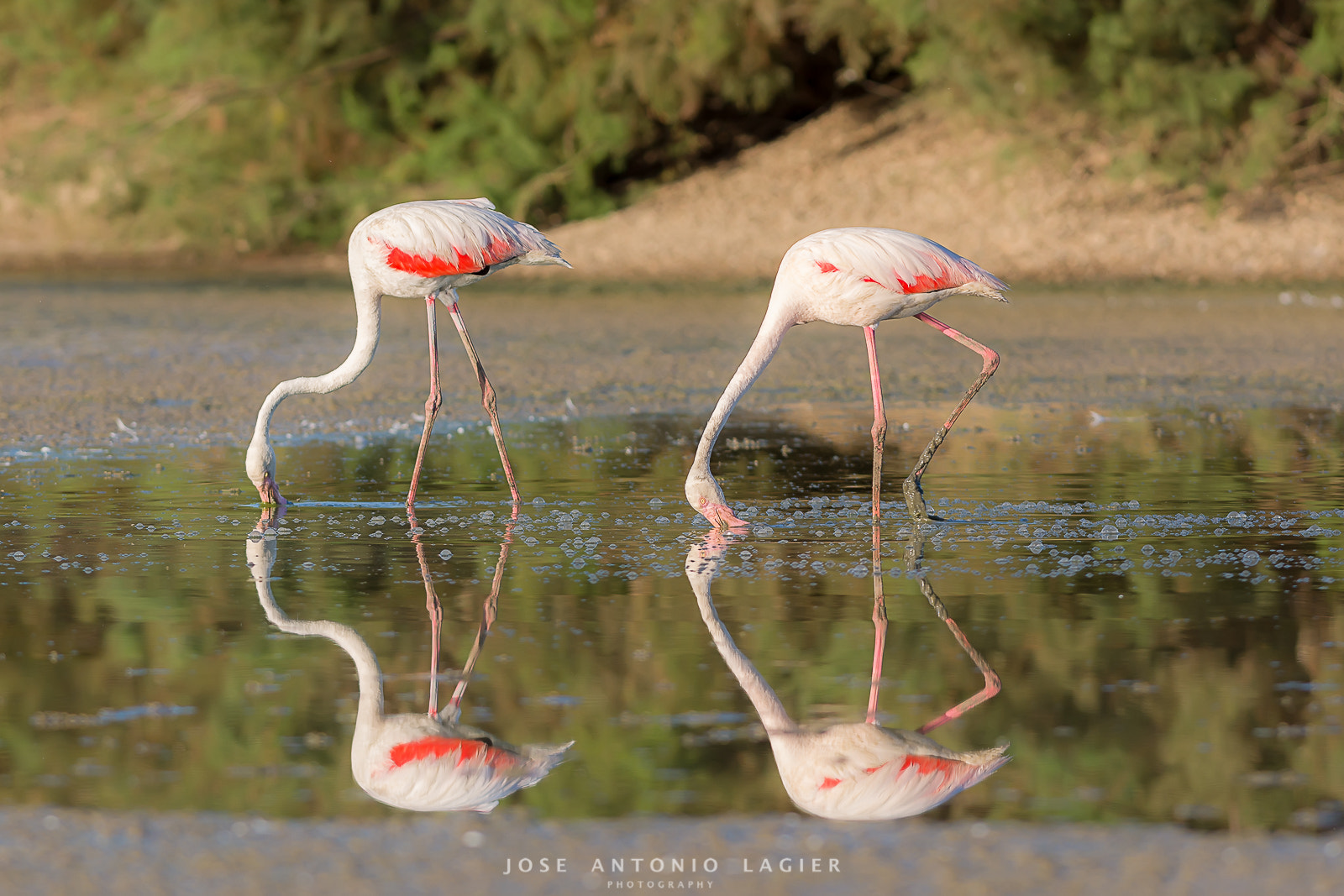
Flamants roses dans le Deseha de Abajo
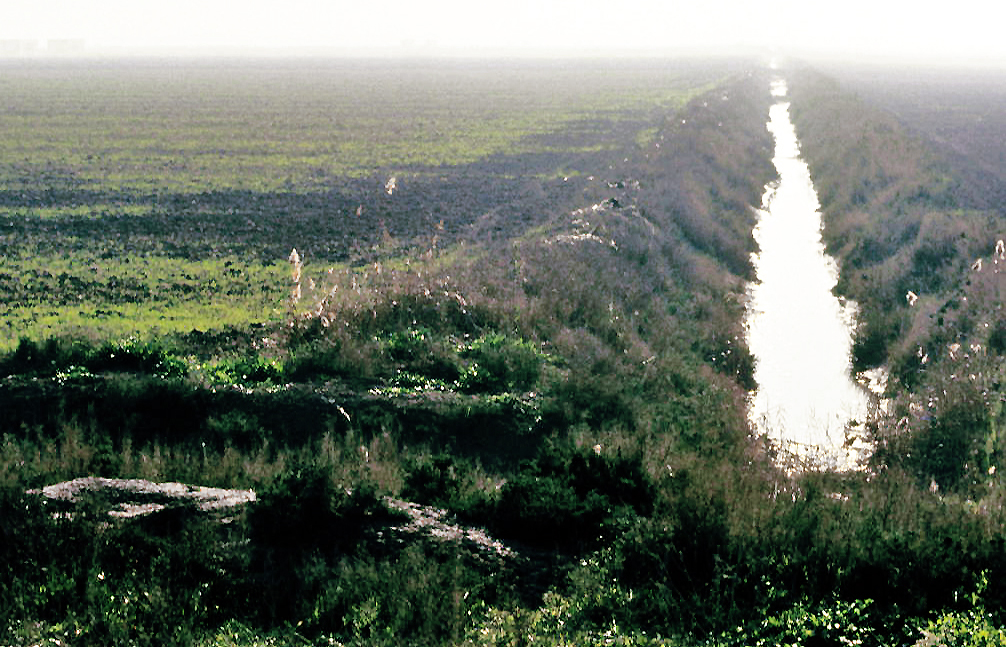
Fossé de drainage vers Isla Menor

## Personnalités liées à la commune
- Antoñita Moreno, chanteuse de flamenco, est née dans la commune.
- Morante de la Puebla, torero, est né à La Puebla del Rio.